# Günther di Merseburgo
Günther di Merseburgo (Naumburg, 949 – Capo Colonna, 13 luglio 982) è stato un nobile tedesco, margravio di Meißen e di Merseburgo dal 965 al 982 (eccetto nel periodo compreso tra il 976 ed il 981) e margravio di Zeitz dal 981 al 982.

## Biografia
Appartenente alla stirpe degli Eccardingi, egli era figlio del conte Eccardo di Merseburgo, figlio di Liudolfo, a sua volta figlio di Ottone l'Illustre, dunque fratello di Enrico l'Uccellatore. Se la parentela fosse vera, quando venne nominato margravio di Merseburgo dal re Ottone I nel 965, quest'ultimo stava conferendo un margraviato a un lontano parente. Su ordine di Ottone, combatté contro i Bizantini in Calabria nel 966.
In seguito all'adesione di Günther in favore della rivolta attuata da Enrico II contro Ottone II dal 974 al 976, Ottone gli sottrasse gli uffici pubblici e fu bandito assieme al figlio Eccardo I. Si riconciliò nel 981 con l'imperatore e, quando morì Tietmaro, ricevette indietro il titolo di margravio di Meißen. Inoltre, in seguito alla morte di Wigger I nel 981 Ottone II gli conferì anche il titolo di margravio di Zeitz.
Si unì alla campagna di Ottone II verso l'Italia per combattere contro i Saraceni dell'emiro Abu l-Qasim Ali. Il 13 luglio 982 venne ucciso nella battaglia di Capo Colonna a Crotone, in Calabria.

## Matrimonio e figli
Secondo il cronista Tietmaro, Günther sposò Dubrawka, figlia del duca di Boemia Boleslao I, che nel 960 gli diede tre figli:
- Eccardo I, futuro margravio di Turingia che succedette a Rikdag nel 985;

- Gunzelin, che seguì il fratello nel 1002;
- Bruno, che difese Meißen contro le truppe del duca di Polonia Boleslao I.

Verso il 965, Dubrawka si risposò con il duca di Polonia Miecislao I della dinastia Piast.